# Автинбоуль
Автинбоуль (чечен. Аттин-БӀовтӀе) — покинутый аул в Итум-Калинском районе Чеченской Республики.

## Население
| Год  | Численность |
| ---- | ----------- |
| 1874 | 229         |
| 1883 | 327         |
| 1889 | 425         |
| 1899 | 222         |

## География
Расположен на правом берегу реки Хочарой Ахк, к юго-востоку от районного центра Итум-Кали.
Ближайшие развалины бывших аулов: на северо-западе — бывший аул Пёлагошки и село Ведучи, на северо-востоке — бывший аул Итыкулиш, на юго-востоке — бывший аул Алхахи, на юго-западе — бывшие аулы Омечу и Хаухи.